# Ilkka Niiniluoto
Ilkka Maunu Olavi Niiniluoto (né le 12 mars 1946) est un philosophe et mathématicien finlandais, professeur de philosophie à l'université d'Helsinki depuis 1981. Le 25 avril 2008, il a été élu pour succéder à Kari Raivio en tant que recteur de l'université d'Helsinki, à compter du 1er juin 2008.

## Travaux
Une contribution significative à la philosophie de la science, en particulier au sujet de la vérisimilitude ou de l'approximation de la vérité, est son Truthlikeness (Synthese Library, Springer, 1987). Une autre publication notable est Critical Scientific Realism (Oxford University Press, 2002).
Dans les années 1990, Niiniluoto ainsi que d'autres employés de l'université ont organisé une plaidoirie au consistoire de l'université pour abolir les restes ecclésiastiques des cérémonies universitaires.
Ilkka Niiniluoto est rédacteur en chef d'Acta Philosophica Fennica, la principale revue philosophique de Finlande.
De 2008 à 2013, il a été recteur de l'université d'Helsinki.
En 2011, il a donné une conférence Agora.

## Ouvrages
- Ilkka Niiniluoto, Jan Woleński et Matti Sintonen, Handbook of epistemology, Dordrecht Boston, Kluwer Academic Publishers, 2004, 1052 p. (ISBN 978-1-4020-1985-2, lire en ligne)